# Różanna (powiat bydgoski)
Różanna (Różana, niem. Rosengrund) – osada leśna w Polsce położona w województwie kujawsko-pomorskim, w powiecie bydgoskim, w gminie Koronowo.
W latach 1975–1998 miejscowość administracyjnie należała do województwa bydgoskiego.
Przed 2023 miejscowość nazywała się Różana

## Demografia
Według danych Urzędu Gminy Koronowo (XII 2015 r.) osada liczyła 15 mieszkańców.